# Capsiempis flaveola
El mosquerito amarillo (Capsiempis flaveola) es una especie de ave paseriforme de la familia Tyrannidae, la única del género monotípico Capsiempis, su taxonomía ha sido inestable y en el pasado se ubicó al menos en otros tres géneros. Es nativo de Centro y Sudamérica.

## Nombres populares
Se le denomina mosquerito amarillo (en Costa Rica), tiranuelo amarillo (en Colombia), tiranolete amarillo (en Ecuador), mosqueta ceja amarilla (en Argentina y Paraguay), atrapamoscas amarillo (en Venezuela), mosquitero amarillo (en Nicaragua) o moscareta amarilla (en Perú).

## Distribución y hábitat
Se distribuye de forma disjunta en América Central, desde el sureste de Nicaragua, por ambas pendientes de Costa Rica y Panamá; en el norte de América del Sur, en Colombia, Venezuela, Guyana, Surinam, Guayana Francesa, norte de Brasil, noreste de Ecuador y noreste de Perú (está ausente de la mayor parte de la cuenca del Amazonas; en el oeste de Ecuador; en áreas localizadas de Perú, Bolivia y oeste de Brasil; en el centro norte de Brasil, y en el este y sur de Brasil, este de Paraguay y extremo noreste de Argentina.
Esta especie es considerada localmente bastante común en una variedad de hábitats naturales de tierras bajas húmedas, ausente de selvas altas, que incluyen enmarañados del sotobosque, enmarañados de enredaderas, aglomerados de bambuzales, inclusive los asociados con grandes claros en los bosques y bordes de lagos y cursos de agua; también en crecimientos secundarios densos, y arbustales bajos y densos en pastajes abandonados y plantaciones de café; también en manglares. Puede ser encontrada en enmarañados de bosques en galería en Colombia y norte de Brasil, en vegetación arbustiva de suelos arenosos en Surinam; en el sureste de Perú, aparentemente se restringe a aglomerados de bambú Guadua; en la Mata Atlántica, en los bordes del bosque densos y en restingas. Hasta los 1500 m de altitud, generalmente más abajo.

## Descripción

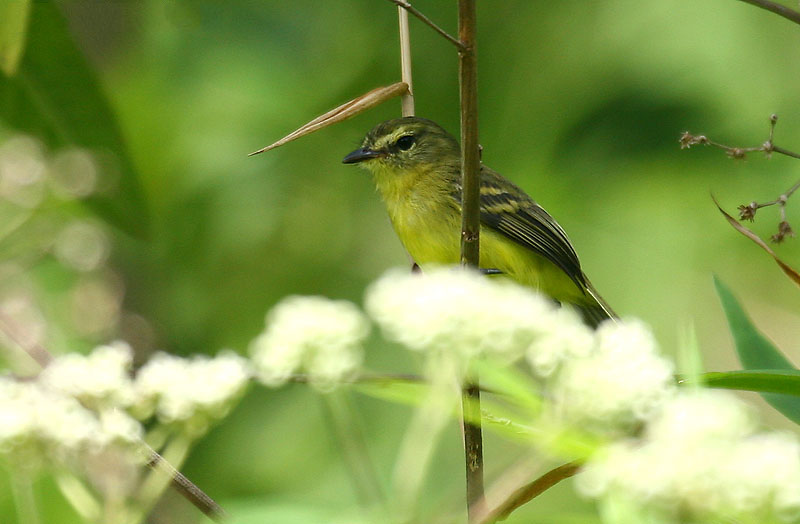
Ejemplar entre los matorrales.

El mosquerito amarillo mide entre 10,5 y 11,4 cm de longitud, y pesa alrededor de 8 g. Tiene un pico fino que en su forma se parece al de los pequeños vireos o las reinitas. Su partes superiores son de color verde oliva y sus partes inferiores son de color amarillo intenso. Tiene listas superciliares blanquecinas o de color amarillo pálido. Las alas y la cola son de color pardo negruzco con plumas con finos extremos amarillos y presentan dos listas amarillentas en las alas. Ambos sexos tienen una apariencia similar, aunque los juveniles son más parduzcos en las partes superiores y su partes amarillas son más pálidas. 

## Comportamiento
Forrajean principalmente en parejas o en pequeños grupos familiares, hurgando activamente entre las hojas de los árboles, para después encaramarse de forma horizontal con la cola parcialmente levantada, pero se encarama más verticalmente cuando está descansando.

### Alimentación
Su dieta consiste de insectos, arañas y pequeñas bayas.

### Reproducción
Construyen nidos en forma de cuenco con fibras vegetales y briznas de hierba, forrados por fuera con musgo. Los sitúan a alturas entre los dos a siete m en los árboles, arbustos y maizales. La puesta suele constar de dos huevos blancos, normalmente sin marcas o con motas pardo rojizas claras.

### Vocalización
Su llamada consiste en un ligero «piwik» y su canto, que suelen realizar por parejas, es un rítmico «pii-tic-kiik». Existen ciertas variaciones geográficas tanto en los trinos como en la apariencia.

## Sistemática

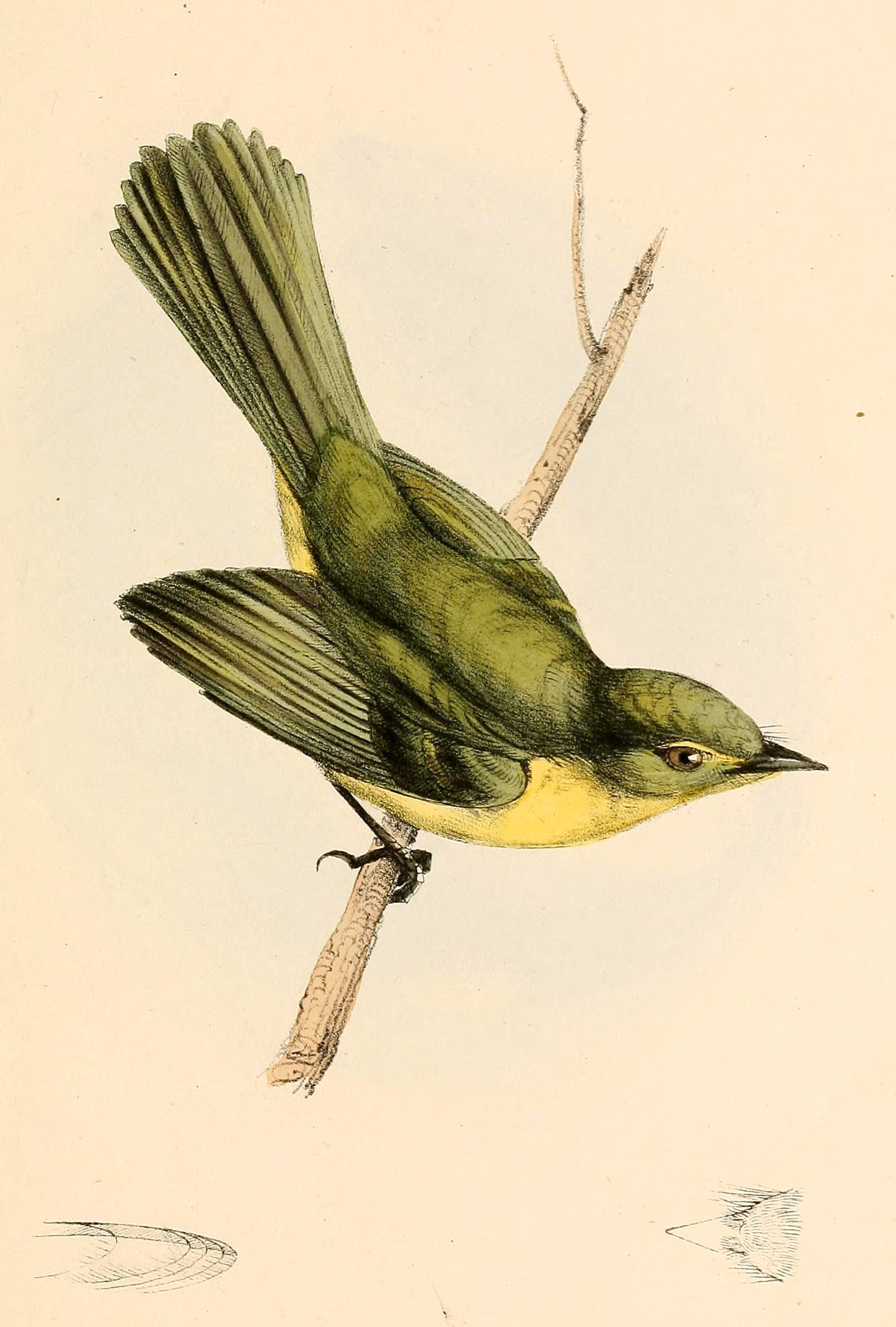
Capsiempis flaveola, ilustración de Swainson, en A selection of the birds of Brazil and Mexico, 1841.

### Descripción original
La especie C. flaveola fue descrita por primera vez por el zoólogo alemán Martin Heinrich Carl Lichtenstein en 1823 bajo el nombre científico Muscicapa flaveola; su localidad tipo es «Bahía, Brasil».
El género monotípico Capsiempis fue descrito por los ornitólogos alemanes Jean Cabanis y Ferdinand Heine, Sr. en 1859.

### Etimología
El nombre genérico femenino «Capsiempis» se compone de las palabras del griego «kaptō, kapsō» que significa ‘tragar’, ‘engullir’ y «empis, empidos» que significa ‘mosquito’, ‘jején’; y el nombre de la especie «flaveola», proviene del latín «flaveolus» que significa ‘amarillento’.

### Taxonomía
Anteriormente estuvo incluida en Phylloscartes, pero las evidencias de cráneo y siringe sugieren otras relaciones dentro de Tyrannidae.
Los amplios estudios genético-moleculares realizados por Tello et al. (2009) descubrieron una cantidad de relaciones novedosas dentro de la familia Tyrannidae que todavía no están reflejadas en la mayoría de las clasificaciones. Siguiendo estos estudios, Ohlson et al. (2013) propusieron dividir Tyrannidae en cinco familias. Según el ordenamiento propuesto, Capsiempis permanece en Tyrannidae, en una subfamilia Elaeniinae Cabanis & Heine, 1859-60, en una tribu Elaeniini Cabanis & Heine, 1859-60, junto a Elaenia, Tyrannulus, Myiopagis, Suiriri, Serpophaga, parte de Phyllomyias, Phaeomyias, Nesotriccus, Pseudelaenia, Mecocerculus leucophrys, Anairetes, Polystictus, Culicivora y Pseudocolopteryx.

### Subespecies
Según las clasificaciones del Congreso Ornitológico Internacional (IOC) y Clements Checklist/eBird, se reconocen cinco subespecies, con su correspondiente distribución geográfica:
- Capsiempis flaveola semiflava (Lawrence, 1865) - sur de Nicaragua hacia el sur hasta el este de Panamá, incluyendo la isla Coiba.
- Capsiempis flaveola leucophrys Berlepsch, 1907 - centro norte de Colombia (Sucre al este hasta el valle del Magdalena) y noroeste de Venezuela (base de la Serranía del Perijá al sur hasta Táchira y oeste de Mérida, y suroeste de Lara).
- Capsiempis flaveola magnirostris Hartert, 1898 - suroeste de Ecuador (Pichincha al sur hasta Guayas y El Oro).
- Capsiempis flaveola cerula Wetmore, 1939 - localmente al este de los Andes en  Colombia, Venezuela, las Guayanas, norte de Brasil (este de Amazonas y río Branco al este hasta Amapá), este de Ecuador, sureste de Perú y norte de Bolivia.
- Capsiempis flaveola flaveola (Lichtenstein, 1823) - este de Bolivia (norte de Santa Cruz) al este hasta el este y sureste de Brasil (Pernambuco a Rio Grande do Sul), este de Paraguay y noreste de Argentina (Misiones).

La subespecie propuesta C. f. amazonus J.T. Zimmer, 1955, de las Guayanas y norte de Brasil, descrita con base en unos pocos especímenes, parece no ser claramente distinguible de cerula, en una serie mayor de especímenes, y se la incluye en ésta.